# 苑维玮
苑维玮（1985年11月25日—）出生于天津，是一名中国已退役足球运动员，司职左边后卫和中后卫，退役后转型青训教练。

## 职业生涯

### 青年队
- 1996年到2000年在中国著名的青训俱乐部火车头接受训练。
- 2000年与杨程、关震、吴泽、杨增奇、刘剑、李丹、万程、张金共九名球员转会到山东鲁能泰山，进入鲁能足校。

### 俱乐部
- 2003年进入山东鲁能泰山一队，并一度占据主力左边后卫的位置。
- 2006年开始重新成为主力替补队员、并于2008年成为球队主力。
- 2014年初正式加盟家乡球队天津泰达 [1]。

### 国家队
- 2005年代表中国国青队，参加荷兰世青赛。
- 2006年开始入选中国国家队，多次参加国家队集训。
- 2008年代表中国国奥队，参加北京奥运会，是球队主力后卫。

### 退役
2019年6月，接受天津电视台体育频道《体坛新视野》采访时承认已经退役，并进入天津天海U14任青训教练。

## 荣誉

### 山东鲁能泰山
- 中国足球超级联赛冠军：2006、2008、2010
- 中国足协杯冠军：2004，2006
- 中国超級联賽杯冠军：2004